# Rezerwat przyrody Las Gościbia
Rezerwat przyrody Las Gościbia – leśny rezerwat przyrody w województwie małopolskim, w powiecie myślenickim, w gminie Sułkowice. Został utworzony w roku 2001. Rezerwat w całości położony jest w miejscowości Harbutowice, w należącym do Beskidu Makowskiego Paśmie Babicy. Obejmuje wierzchołek oraz południowe i wschodnie stoki szczytu Kamienna (551 m).
Zajmuje powierzchnię 281,49 ha (akt powołujący podawał 282,46 ha). Wokół rezerwatu utworzono otulinę o powierzchni 216,40 ha.
Przedmiotem ochrony rezerwatu są ekosystemy leśne w obszarze źródliskowym potoku Gościbia.
Rezerwat leży na gruntach w zarządzie Nadleśnictwa Myślenice. Nie posiada obowiązującego planu ochrony. Nadzór sprawuje Regionalny Konserwator Przyrody w Krakowie.
W czasie II wojny światowej miejsce oporu AK.